# Pycnandra elliptica
Pycnandra elliptica är en tvåhjärtbladig växtart som beskrevs av Swenson och Jérôme Munzinger. Pycnandra elliptica ingår i släktet Pycnandra och familjen Sapotaceae. Inga underarter finns listade i Catalogue of Life.